# ムラサキシジミ
ムラサキシジミ（紫小灰蝶、学名: Narathura japonica）は、チョウ目シジミチョウ科に属するチョウの一種。

## 特徴
開張約30 - 40mm。翅の表が青紫色で、周囲を黒褐色で縁取られている。
成虫で越冬し、年3-4回、6月から翌年3月にかけて現れる。平地の林やその周辺で見られる。花を訪れる事は少なく、成虫が主に何を摂取しているのか不明。
幼虫の食草はアラカシ、イチイガシ、スダジイなどのブナ科常緑樹。これらが少ない場所ではクヌギ、コナラなどのブナ科落葉樹も食べる。
幼虫はある程度大きくなると若葉を綴って巣を作るようになる。また、蜜を分泌して数種のアリを誘引する。アミメアリでは脳内ドーパミン量が低下して攻撃的になり巣に帰らずムラサキシジミ幼虫を護衛する。蛹化は地上の落葉の中などで行われる。

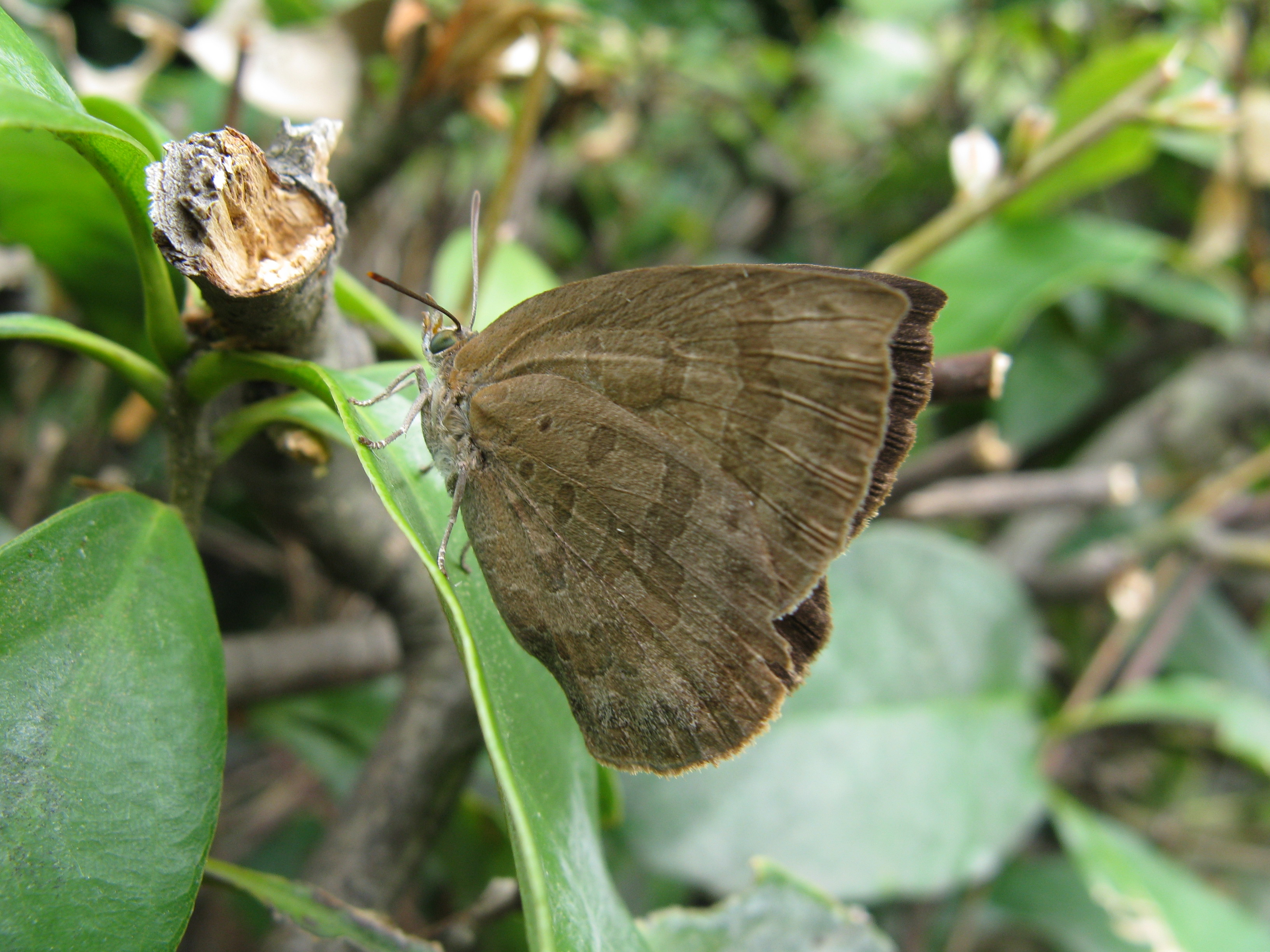

## 分布
暖地性のチョウで、日本では宮城県から沖縄県にかけて分布。台湾、中国西部などにも生息している。